# Andy Heck
Andrew Robert Heck (Fargo, 1º gennaio 1967) è un ex giocatore di football americano e allenatore di football americano statunitense che ha giocato nel ruolo di offensive tackle nella National Football League (NFL).
Fu scelto nel corso del primo giro (15º assoluto) del Draft NFL 1989 dai Seattle Seahawks. Al college giocò a football all'Università della Virginia. Attualmente allena la linea offensiva dei Kansas City Chiefs.

## Carriera da giocatore
Heck fu scelto dai Seattle Seahawks nel corso del primo giro del Draft 1989. Con essi in cinque stagioni disputò 75 partite, prima di passare ai Chicago Bears nel 1994. In cinque a stagioni a Chicago disputò 76 partite, tutte come titolare. Nel 1999 passò ai Washington Redskins dove nella sua prima stagione partì come titolare in tutte le 16 gare della stagione regolare. Si ritirò dopo la stagione 2000.

## Palmarès
- PFWA All-Rookie Team - 1989

## Statistiche
| Partite             | 185 |
| Partite da titolare | 139 |

## Famiglia
Il figlio di Heck, Charlie, gioca nel ruolo di offensive tackle per gli Houston Texans.